# Лагуш
Ла́гуш (порт. Lagos; МФА: [ˈɫa.guʃ]) — муніципалітет і місто в Португалії, в окрузі Фару. Розташований у південній частині країни, на березі Атлантичного океану, на теренах історичної португальської провінції Алгарве. Належить до Фаруської діоцезії Католицької церкви в Португалії. Права міського самоврядування має з 1255 року. Поділяється на 4 парафії. За адміністративним поділом, чинним до 1976 року, був складовою частиною провінції Алгарве. Площа муніципалітету — 212,99 км², населення муніципалітету — 31049 ос. (2011); густота населення — 145,78 осіб/км²
. Патрон — святий Гонсало. Святковий день муніципалітету — 27 жовтня. Поштовий індекс — 8600. Код місцевої адміністративної одиниці — 0807. Складова статистичного регіону Алгарве.

## Географія
Лагуш розташований на півдні Португалії, на південному заході округу Фару.
Межує на півночі з муніципалітетом Моншіке, на сході — з муніципалітетом Портіман, на заході — з муніципалітетом Віла-ду-Бішпу, на північному заході — з муніципалітетом Алжезур. На півдні омивається водами Атлантичного океану.
Слово «лагуш» у буквальному перекладі українською мовою означає «озера».
За колишнім адміністративним поділом місто належало до провінції Алгарве — сьогодні це однойменний регіон і субрегіон.

### Клімат
Місто лежить у зоні, що характеризується середземноморським кліматом. Найтепліший місяць — липень із середньою температурою 23.9 °C (75 °F). Найхолодніший місяць — січень, із середньою температурою 10.6 °С (51 °F).
| Клімат Лагуша           | Клімат Лагуша | Клімат Лагуша | Клімат Лагуша | Клімат Лагуша | Клімат Лагуша | Клімат Лагуша | Клімат Лагуша | Клімат Лагуша | Клімат Лагуша | Клімат Лагуша | Клімат Лагуша | Клімат Лагуша | Клімат Лагуша |
| Показник                | Січ.          | Лют.          | Бер.          | Квіт.         | Трав.         | Черв.         | Лип.          | Серп.         | Вер.          | Жовт.         | Лист.         | Груд.         | Рік           |
| Середній максимум, °C   | 15            | 16,1          | 17,8          | 20            | 22,2          | 25            | 27,8          | 27,8          | 26,1          | 22,2          | 18,9          | 16,1          | 21,3          |
| Середня температура, °C | 10,6          | 13,3          | 14,4          | 16,7          | 18,3          | 21,7          | 23,9          | 23,9          | 22,8          | 19,4          | 16,1          | 13,3          | 17,9          |
| Середній мінімум, °C    | 6,1           | 10            | 11,1          | 12,8          | 13,9          | 17,8          | 20            | 20            | 18,9          | 16,1          | 12,8          | 10            | 14,1          |
| Норма опадів, мм        | 100           | 77            | 57            | 45            | 30            | 16            | 2             | 2             | 16            | 58            | 90            | 102           | 595           |
| Днів з опадами          | 14            | 14            | 12            | 11            | 8             | 5             | 1             | 2             | 5             | 10            | 13            | 14            | 109           |
| ----------------------- | ------------- | ------------- | ------------- | ------------- | ------------- | ------------- | ------------- | ------------- | ------------- | ------------- | ------------- | ------------- | ------------- |
| Джерело: Weatherbase    |               |               |               |               |               |               |               |               |               |               |               |               |               |

## Історія
Після падіння Римської імперії місто належало мусульманам (з 756 року до 13 століття), — період відносного занепаду завдяки перенесенню адміністративного центру до сусіднього міста Сілвеша.
Між 1241 та 1249 роками Лагуш звільнили від маврів португальські війська.
1255 року португальський король Афонсу III надав Арроншешу форал, яким визнав за поселенням статус містечка та муніципальні самоврядні права.
Статус міста — з 1573 року.
Місто було практично зруйновано землетрусом 1755 року. Лише деякі будівлі змогли вистояти перед цунамі, який прокотився регіоном відразу після землетрусу. Це залишки фортифікаційних стін, зведених у 16 столітті, палац управителя, ринок рабів (вважають, що саме у Лагуші виник перший ринок чорношкірих рабів на португальській території). Місто було повністю відбудовано лише у 20 столітті. З кінця 19 століття — початку 20 століття в економіці домінувала рибоконсервна промисловість, з другої половини 20 століття — туризм.

## Населення
| Кількість мешканців | Кількість мешканців | Кількість мешканців | Кількість мешканців | Кількість мешканців | Кількість мешканців | Кількість мешканців | Кількість мешканців | Кількість мешканців | Кількість мешканців | Кількість мешканців | Кількість мешканців | Кількість мешканців | Кількість мешканців | Кількість мешканців |
| ------------------- | ------------------- | ------------------- | ------------------- | ------------------- | ------------------- | ------------------- | ------------------- | ------------------- | ------------------- | ------------------- | ------------------- | ------------------- | ------------------- | ------------------- |
| 1864                | 1878                | 1890                | 1900                | 1911                | 1920                | 1930                | 1940                | 1950                | 1960                | 1970                | 1981                | 1991                | 2001                | 2011                |
| 10 953              | 12 857              | 13 535              | 13 937              | 15 972              | 15 883              | 16 210              | 16 457              | 16 483              | 17 060              | 16 396              | 19 700              | 21 526              | 25 398              | 31 049              |

## Парафії
1. Барау-де-Сан-Жуау (порт. Barão de São João)
2. Бенсафрін (порт. Bensafrim)
3. Луж (порт. Luz)
4. Одіашере (порт. Odiáxere)
5. Санта-Марія (порт. Santa Maria)
6. Сан-Себаштьяу (порт. São Sebastião)

Перших чотири є селищами, останніх дві муніципальних громади — утворюють місто Лагуш.

## Економіка, побут, транспорт
Економіка району головним чином представлена торгівлею, будівництвом та туризмом. На атлантичному узбережжі муніципалітету знаходяться понад 10 відомих пляжів, у тому числі і «Луж» (порт. Praia da Luz), — сумнозвісний пляж поблизу якого у 2007 році загадково зникла англійська дівчинка Меделейн Мак-Канн.
Через Лагуш проходять дві національні автомобільні дороги N-125 (зв'язує з містом Фару) і N-120 (зв'язує з районом Алжезура та містом Сінеш), а також швидкісна автомагістраль A-22 (відоміша як «Via do Infante»). Лагуш має кінцеву залізничну станцію приміського сполучення на Лінії Алгарве.

## Туризм
Серед архітектурних пам'яток особливий інтерес викликають декілька фортець, колишній ринок рабів (порт. Mercado de Escravos ou Vedoria), церква «Луж» (порт. Igreja da Luz de Lagos). У Лагуші діє зоопарк.

## Галерея

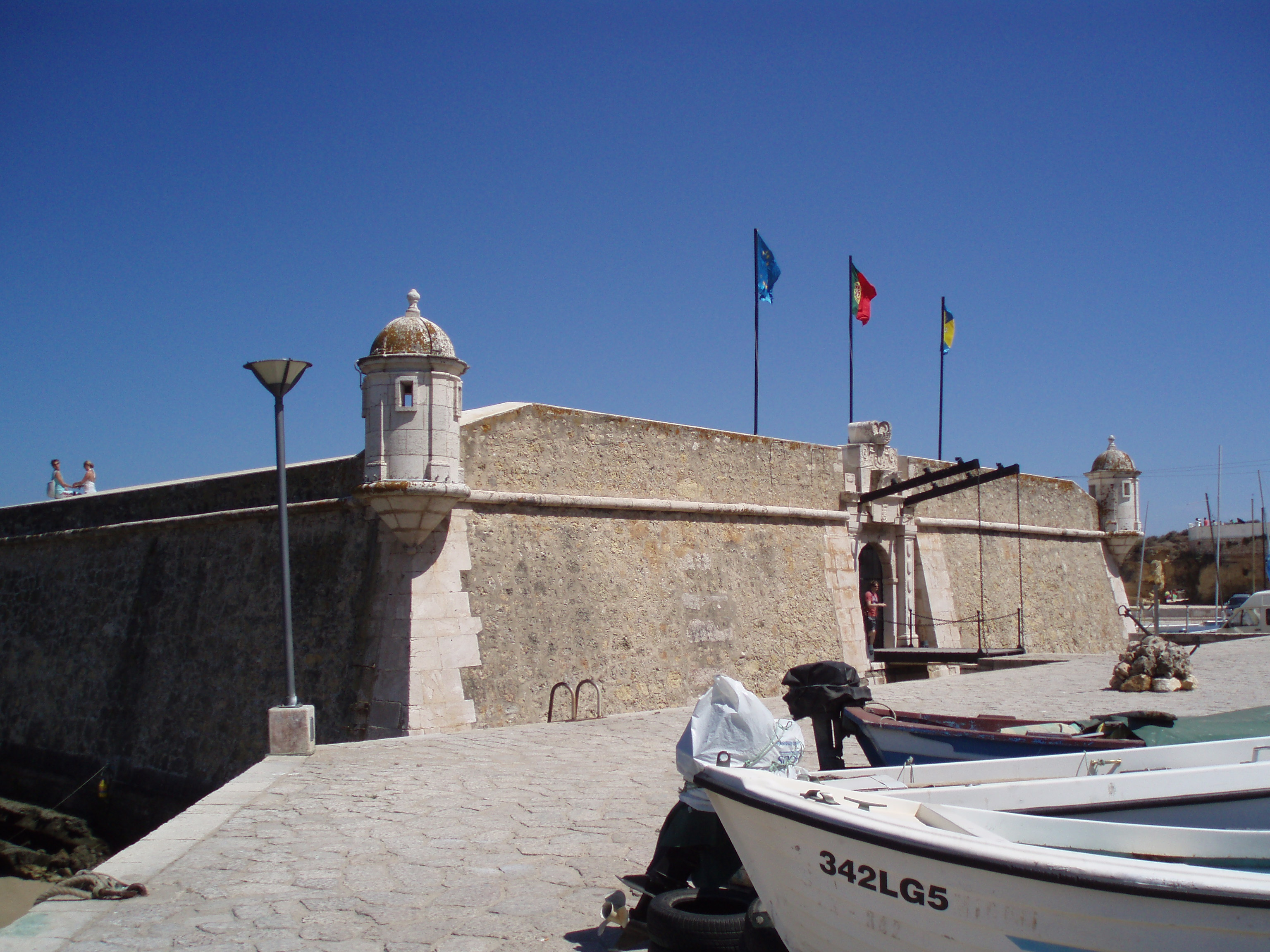
Фортеця «Понта-да-Бандейра»
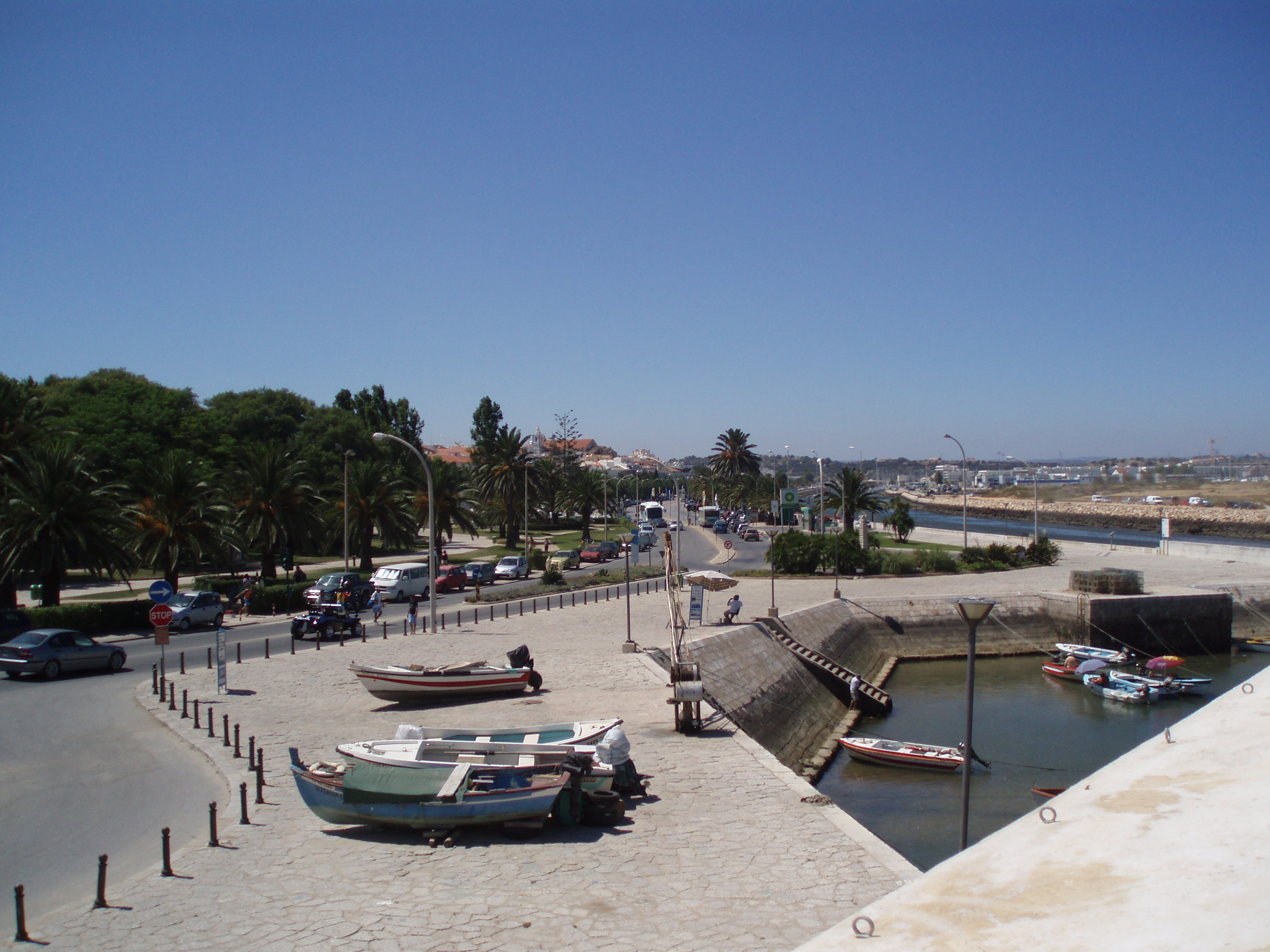
Вигляд з фортеці
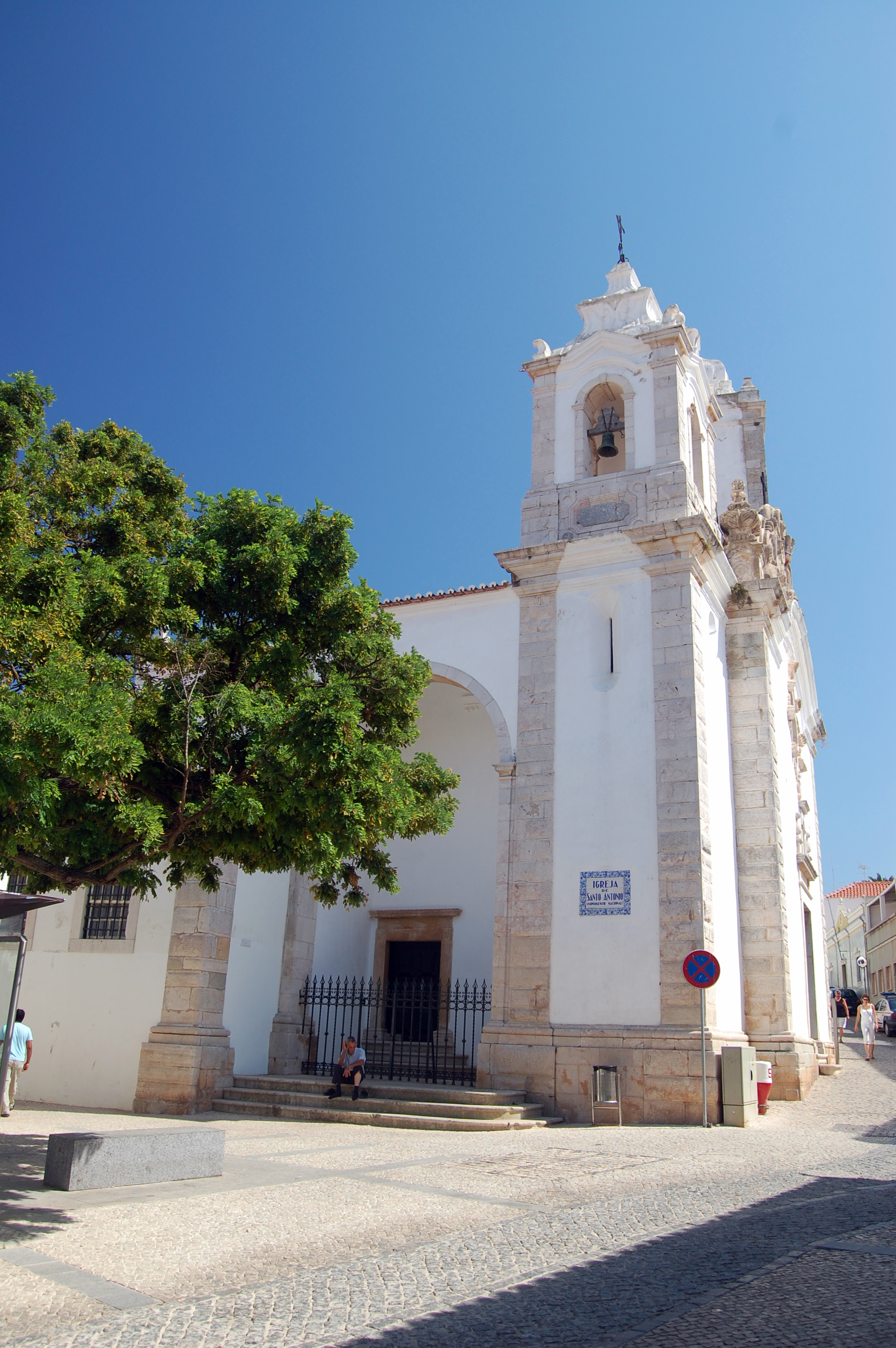
Церква Св. Антонія
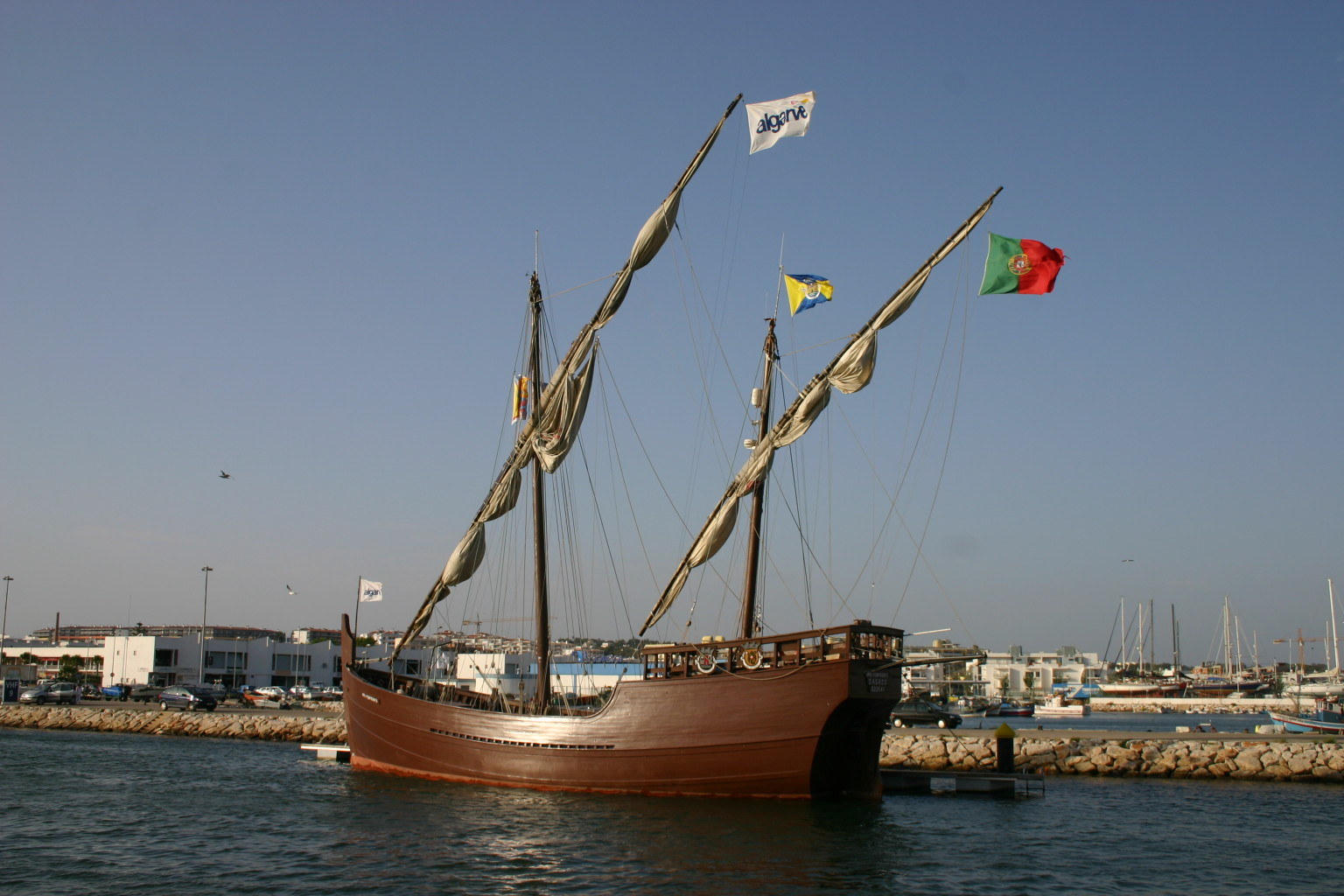
Каравела «Доброї Надії»
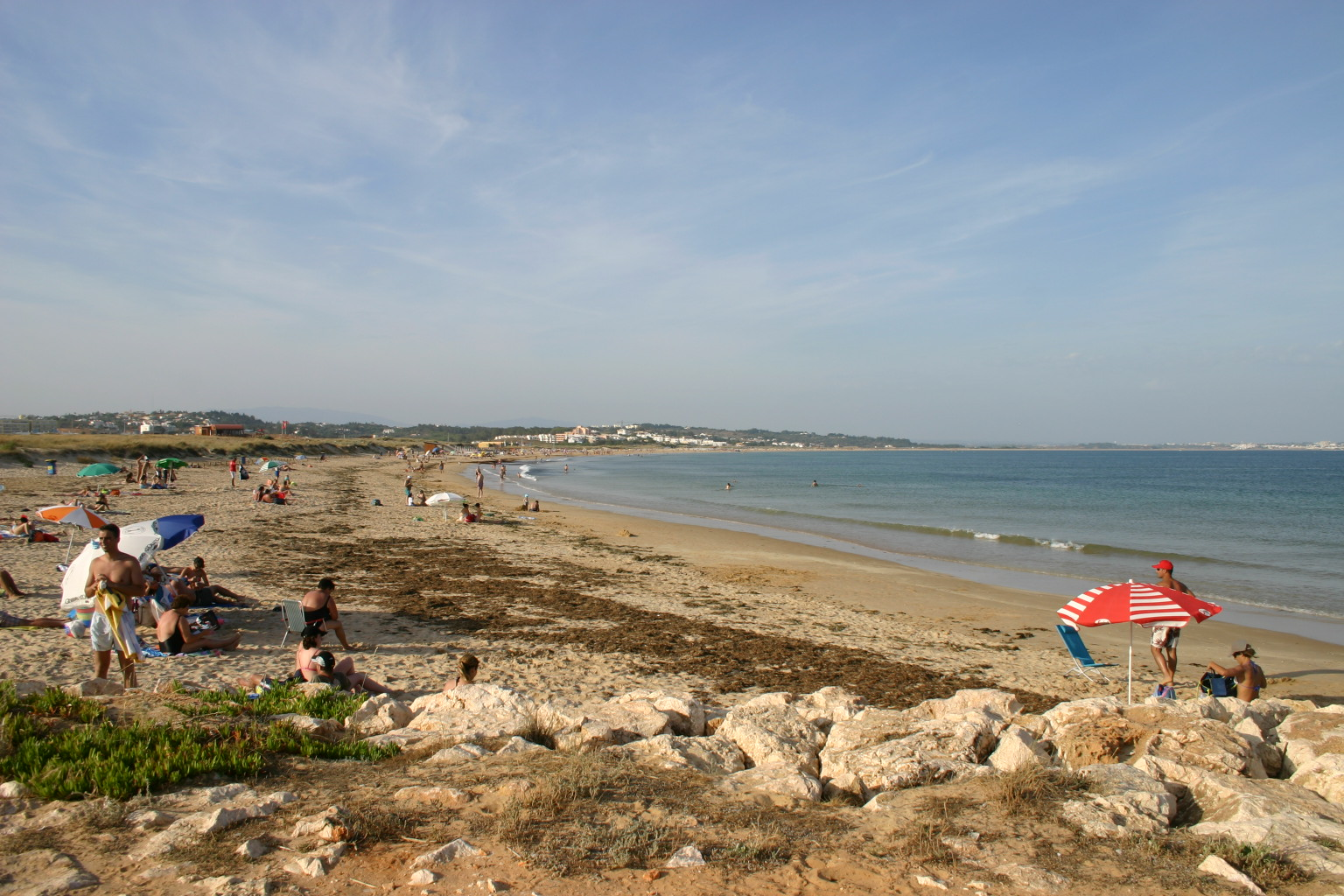
Пляж «Мея-Прая»
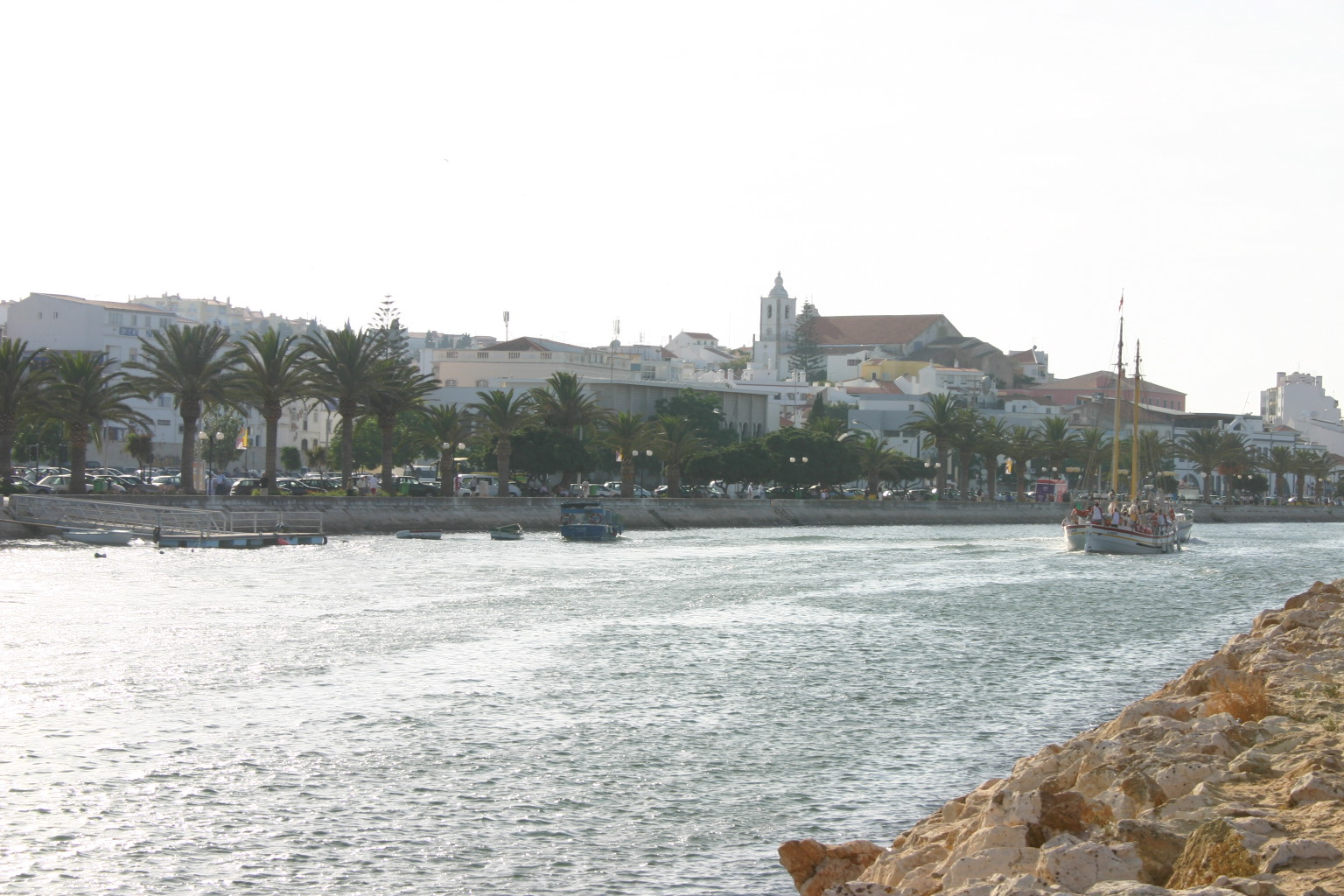
Канал в Лагуші
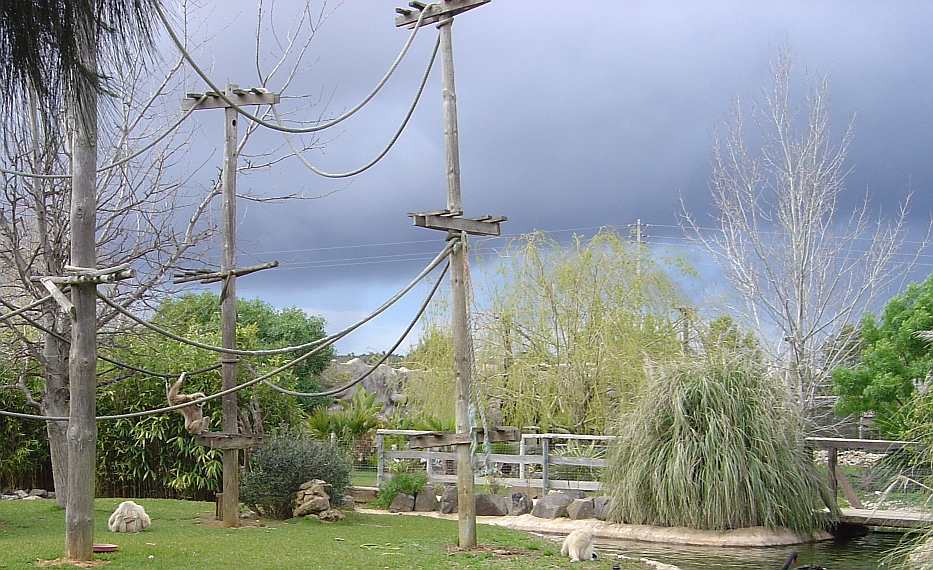
Зоопарк в Лагуші
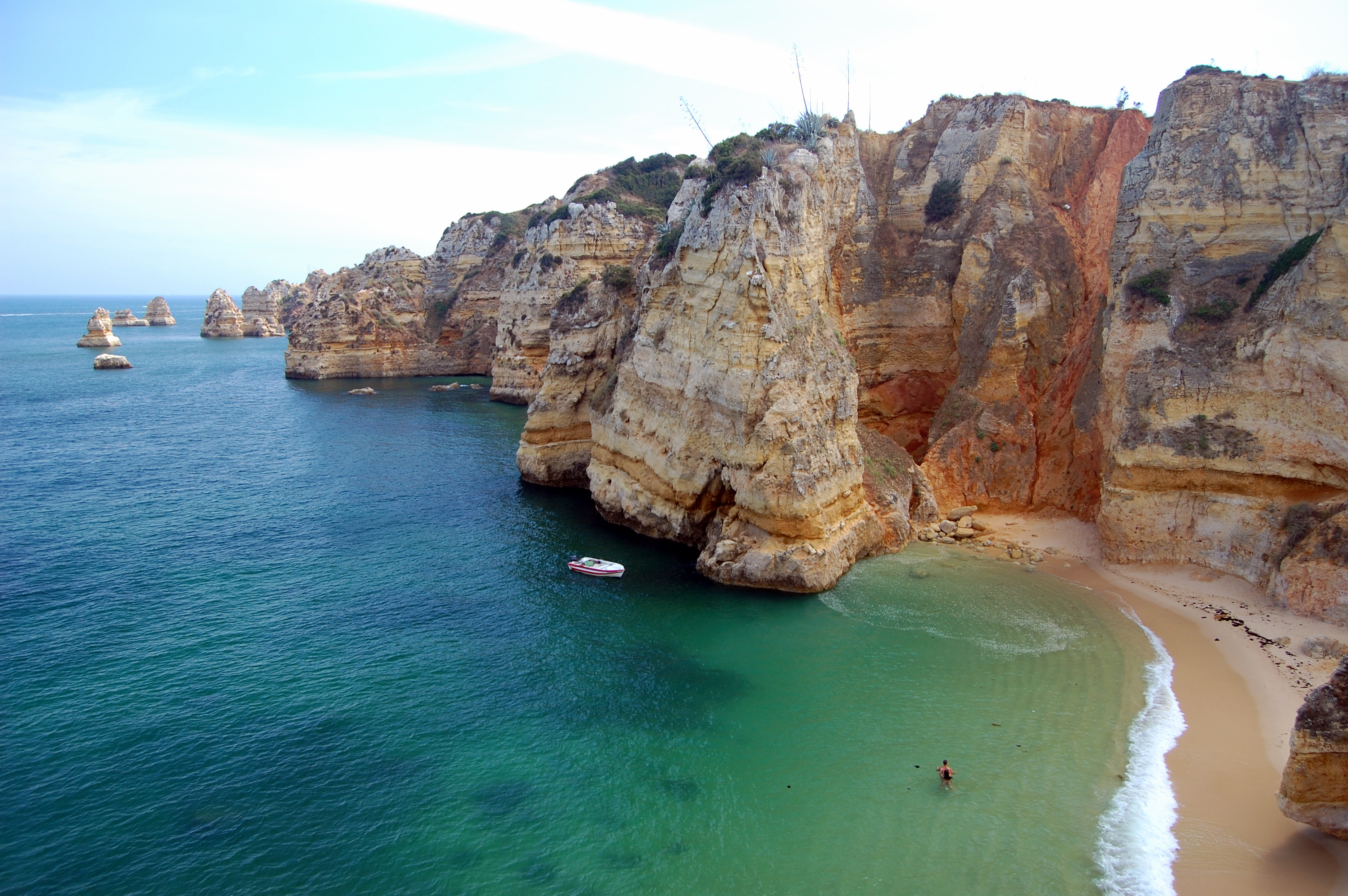
Пляж «Дона Ана»